# Все починається з любові
«Все починається з любові» — радянський художній фільм 1984 року, знятий режисером Ярославом Ланчаком на Кіностудії ім. О. Довженка.

## Сюжет
Останні свої літні канікули десятикласники вирішили провести разом у трудовому таборі. Хлопці не лише відпочили на славу, але й дали хороший урок своїм шефам у працьовитості, дбайливому ставленні до знарядь праці, а головне — у чесності, надовго відучивши бригадирів від приписок.

## У ролях
- Ігор Шавлак — головна роль
- Людмила Чиншева — Женя
- Вікторія Корсун — Віра, старшокласниця
- Галина Мороз — Зіна
- Олексій Веселкін — другорядна роль
- Людмила Сосюра — Ганна Павлівна
- Богдан Ступка — Антонюк
- Євген Дворжецький — другорядна роль
- Вадим Елік — другорядна роль
- Олег Рощипкін — другорядна роль
- Світлана Таранюк — другорядна роль
- Ірина Гайдамака — другорядна роль
- Павло Овечкін — другорядна роль
- Дмитро Палєєв-Барманський — епізод
- Неоніла Гнеповська — епізод
- Георгій Гавриленко — епізод

## Знімальна група
- Режисер-постановник — Ярослав Ланчак
- Сценарист — Олександр Чумак
- Оператор-постановник — Віктор Політов
- Композитор — В'ячеслав Назаров
- Художник-постановник — В'ячеслав Капленко
- Директор картини: Петро Терещенко